# Euphonia saturata
L'eufonia corona arancio od organista corona arancio (Euphonia saturata (Cabanis, 1860)) è un uccello passeriforme della famiglia dei Fringillidi.

## Etimologia
Il nome scientifico della specie, saturata, deriva dal latino e significa "dal colore intenso" (cfr. saturazione): il suo nome comune è un riferimento alla livrea dei maschi.

## Descrizione

### Dimensioni
Misura 10 cm di lunghezza, per 10-12 g di peso.

### Aspetto
Si tratta di un uccelletto dall'aspetto robusto, munito di testa arrotondata, becco forte e conico, ali appuntite e coda squadrata.
I maschi presentano livrea di colore nero con riflessi metallici purpurei su testa, gola, dorso, ali e coda, mentre fronte e vertice, petto, ventre e sottocoda sono di colore giallo oro con sfumature arancio, da cui il nome scientifico.

Il dimorfismo sessuale è molto evidente: le femmine mostrano piumaggio perlopiù di colore verde oliva su nuca, dorso, ali e coda (con remiganti e rettrici più scure e tendenti al nerastro), mentre l'area facciale e ventrale mostra sfumature di color bruno-arancio. In ambedue i sessi becco e zampe sono di colore nerastro, mentre gli occhi sono di colore bruno scuro.

## Biologia
Si tratta di uccelli diurni, che si muovono da soli o in coppie e passano la maggior parte della giornata alla ricerca di cibo fra la vegetazione.

### Alimentazione
La dieta dell'eufonia corona arancio è poco conosciuta, tuttavia si ritiene che, similmente alle altre eufonie, essa sia in massima parte frugivora, comprendendo sporadicamente anche insetti ed altri piccoli invertebrati.

### Riproduzione
Il periodo riproduttivo va da febbraio a maggio. Si tratta di uccelli monogami.
Il nido, a differenza di quanto osservabile dalle altre eufonie (in cui i sessi collaborano alla costruzione), viene costruito dalla sola femmina: esso ha forma globosa e si compone di rametti e fibre vegetali intrecciate per quanto riguarda la parte esterna, mentre la camera di cova interna è foderata con materiale soffice, come piumino e muschio. Al suo interno vengono deposte 2-4 uova, che la femmina cova per circa due settimane (col maschio che staziona di guardia nei pressi del nido e si occupa di reperire il cibo per sé e per la partner), al termine delle quali schiudono pulli ciechi ed implumi, che vengono imbeccati da entrambi i genitori. I nidiacei sono pronti per l'involo a circa tre settimane dalla schiusa, ma si allontanano definitivamente dal nido in genere non prima del mese di vita.

## Distribuzione e habitat
La specie è diffusa lungo le Ande dalla Colombia centro-occidentale (dipartimenti di Chocò meridionale e Risaralda) all'estremo nord-ovest del Perù (regione di Tumbes).
L'habitat di questi uccelli è piuttosto vario: essi possono infatti essere osservati un po' in tutte le aree semiaperte con presenza di vegetazione cespugliosa o arborea, dai boschi ai campi di taglio, ai frutteti, a parchi e giardini suburbani.